# 류락진
유낙진(柳洛鎭, 1928년 8월 26일~2005년 4월 1일)은 대한민국의 서예 미술가로 활동한 사회 운동가 겸 통일 운동가 출신이자, 젊은날 20대 청년 시절에는 공산주의자로 활약한 지난날 남로당 당원이었다. 본은 영광으로, 일제 시대 전북 남원 생이다.
그는 아무리 적어도 육이오 전쟁 2년차 때(1952년)까지는 로동당계의 남파 빨치산 및 첩보원 활약과 관련된 첩자 행위 등의 첩보 활동 등을 했었다.
성씨와 이름의 두음법칙의 미사용의 관련에 따라 류락진·유락진·류낙진 등으로도 불리었다.

## 생애

### 유년기
1928년 8월 26일, 일제 시대의 전라북도 남원군 이백면 과립리에서 출생하였으며, 지난날 한때 전북 전주부에서 잠시 유아기를 보낸 적이 있고, 그 후 전남 광주부에서 잠시 유년기를 보낸 적이 있는 그는, 이후 만 5살 시절이던 1933년에 일가족들을 따라서 일본으로 건너간 후 소학교를 거쳐, 훗날 귀국하고 사범학교(자퇴)까지 나왔다. 1943년 4월, 어머니 용인 이씨를 병으로 여의고 나서 같은해(1943년)의 12월, 광주사범학교 자퇴 이후 1944년 2월, 아버지를 따라서 일본으로 또다시 건너갔다가 이듬해 1945년 8월 15일, 오사카에서 일제 패망 및 광복(을유 해방)을 목도했고 이후 어언 6개월 지난 1946년 2월, 그를 비롯한 일가족들은 미군정 조선 시대의 전남 광주 지역으로 영구 귀국하여, 고향 전북 남원 지역에 잠시 정착하였으며, 1949년에 아버지의 재혼을 보았다.

### 남로당및로동당활동
1947년 남조선로동당에 입당하여, 1949년에 남로당이 로동당에 통폐합될때까지 잔류하여, 이듬해 1950년 6·25(한국 전쟁) 당시에서부터 두각인양 주목받으면서, 로동당 남파 출장소 전북 남원군당 지역위원회 선전부 차장대우 직으로 임무, 전북 순창 회문산에서 본격 로동당 남파 빨치산 활동을 벌였다. 그러나 결국 1952년 3월 전남 구례의 지리산에서 체포되어 같은해 11월, 군법회의(군사 재판)에서는 사형을 선고받았으나, 이듬해 1953년 2월에 민간 형사 재판소로 이양되면서, 같은해 6월에 결국 징역 5년형으로 감형되었다. 1957년 3월에 만기 출소한 뒤에도 계속 지하 활동을 하였다. 1961년 5·16 이후 혁신당 조직 활동 관련 등으로 인하여, 1964년 3월 체포되었고, 어언 4개월간의 형사 재판 끝에 징역 5년형을 선고받았으나, 동시에 집행유예 3년 조처 등으로 곧 풀려났다.

#### 신애덕과의 결혼
부인은 4년 연하의 영월 신씨 신애덕 여사인데, 신애덕은 1950년 3월, 19세가 되던 해 인민군에 입대하여 지리산에 입산하였고, 전남 구례군에서, 후일의 부군 류락진을 처음으로 만났다. 1953년 3월에 신애덕은 총상을 입은 채로 대한국군에 붙잡혔다가 같은해 6월에 석방되었고, 류락진은 이후 신애덕과 결혼하였다.

#### 통일혁명당 사건 이후와 만년
류락진은 이후 1965년 3월에 전라남도 보성의 예당중학교 국어 교사로 잠시 재직하였으나 이듬해 1966년 3월에 그만두었고, 이후 1968년 〈통혁당 사건〉으로 기소되어 1971년 사형을 선고받았으며, 2심에서 무기징역형으로 감형되었다. 1988년 삼일절 특사로 하여금, 다시 징역 20년형으로 감형되었고, 1990년 6월경에 전향서를 제출한 후 어언 19년 여만에 "보안관찰자처분대상"으로 지정되면서, 노태우 정부 시대에 가석방되었다. 그러나 1994년 3월 14일에 〔구국전위사건〕으로 인해, 당시 김영삼 정부 시대의 국가안전기획부에 의하여 또다시 체포된 뒤, 같은해 11월 2일에 징역 8년형을 선고받고 복역하였다가, 광주 지역 재야 인사들의 석방 운동으로 하여금, 1999년 8월에 광복절 특사로 가석방되었다. 이후 교도소에서 배운 서예를 기본삼아 서예가로 활동하는 등, 2000년 8월에서부터 2001년 8월까지 조선대 미술학과 서예 전임강사 등으로도 역임하였으며, 2002년 6월 이후부터 지병(숙환)으로 어언 3년이 넘도록 와병 관련 생활하다가, 2005년 4월 1일 사망하였다.

## 학력
- 광주사범학교 중퇴(1943년 12월)

### 명예 졸업
- 남원용성국민학교 명예 졸업장 수여(1992년 8월 21일)
- 순천공업고등학교 명예 졸업장 수여(1993년 2월 1일)

### 명예 학사 학위
- 광주교육대학교 초등교육학과 명예 학사 학위 수여(1993년 3월 20일)

## 가족 관계
- 동생 : 류영선 (1952년 ~ 1980년, 5∙18 광주 민주화 운동 당시 진압군에 의한 사망자.)
- 처 : 신애덕 (1932년 ~ 현재, 류낙진과 같은 시기에 조선인민유격대 활동을 하였으며, 1989년에는 국회 광주민주화운동 청문회 증인으로 나섰다.)
  - 첫째 아들 : 류진우
  - 첫째 딸 : 류소영
  - 둘째 딸 : 류선영 (전직 공무원, 2008년 10월, 명예 퇴직.)[4]
  - 사위 : 문홍근 (전직 공무원, 2008년 10월, 명예 퇴직.)[4]
    - 외손녀 : 문근영 (1987년 ~ 현재, 배우)
    - 외손녀 : 문지영

  - 막내 아들 : 류식

## 같이 보기
- 문근영
- 신영복
- 인요한